# Kwadratische weerstandswet
De kwadratische weerstandswet betreft het drukverlies over een buis met een ruwe wand en een turbulente stroming.
Het drukverlies wordt gegeven door de Darcy-Weisbach vergelijking:
{\displaystyle \Delta p=f\cdot {\frac {L}{D}}\cdot {\frac {1}{2}}\rho v_{\rm {gem}}^{2}}
Hierin is {\displaystyle f} de weerstandsfactor, {\displaystyle L} de leidinglengte, {\displaystyle D} de leidingdiameter, {\displaystyle \rho } de dichtheid van het fluïdum (de vloeistof of het gas) en {\displaystyle v_{\rm {gem}}} de over de buisdoorsnee gemiddelde stroomsnelheid van het fluïdum.
De weerstandsfactor kan worden afgelezen in het Moody-diagram of worden benaderd met de formule van Von Karman-Nikuradse, geldig voor buizen met een ruwe buiswand zodanig dat de weerstandsfactor {\displaystyle f} onafhankelijk is van het Getal van Reynolds:
{\displaystyle {\frac {1}{\sqrt {f}}}=2\cdot ^{10}\log {\frac {D}{2k}}+1,74}
Uit bovenstaande betrekkingen blijkt dat het drukverlies eenvoudig evenredig is met het kwadraat van de snelheid, de andere grootheden zijn constanten die afhankelijk zijn van de geometrie van de buis en de stofeigenschappen van het betreffende fluïdum.

## Grens
In het Moody-diagram ligt het gebied van de kwadratische weerstandswet, het gebied waar bovenstaande formule geldig is, rechtsboven een kromme lijn die door de volgende punten gaat:
| Re  | k/D    |
| --- | ------ |
| 2E4 | 0,04   |
| 2E5 | 0,005  |
| 2E6 | 0,0007 |
| 2E7 | 0,0001 |

"Rechtsboven" betekent hogere waarden voor Re (het Getal van Reynolds) of hogere waarden voor k/D (de relatieve ruwheid).